# Cambridge United Football Club
Il Cambridge United Football Club è una società calcistica inglese con sede nella città di Cambridge. Milita nella Football League Two, la quarta divisione del campionato inglese di calcio.

## Storia
Il club venne fondato nel 1912 come Abbey United, essendo Abbey uno dei distretti di Cambridge. Nei primi anni giocò a livelli amatoriali, disputando le partite in stadi vicini a Cambridge finché nel 1932 venne inaugurato l'Abbey Stadium. Nel 1949 il club divenne professionistico e nel 1951 cambiò denominazione in Cambridge United. Dopo aver partecipato ai campionati di Southern Football League e vincendo le edizioni 1968-1969 e 1969-1970, nel 1970 venne eletto per l'ammissione al campionato di Fourth Division, quarta serie del campionato inglese di calcio, prendendo il posto del Bradford Park Avenue. Dopo tre anni venne promosso in Third Division, ma venne retrocesso l'anno dopo. Nel biennio 1978-1979 conquistò due promozioni consecutive passando dalla Fourth Division alla Second Division, seconda serie nazionale. Rimase in seconda serie per sei stagioni, raggiungendo il miglior risultato nella stagione 1979-1980 con un ottavo posto finale. Nel 1984 venne retrocesso dalla Second Division, tornando in Fourth Division l'anno successivo. Nella FA Cup 1989-1990, da squadra di quarta serie, raggiunse i quarti di finale dove venne sconfitto per 1-0 dal Crystal Palace, che poi raggiunse la finale persa dopo il replay. Al termine della stagione, da sesto classificato, disputò i play-off promozione: nella finale disputata a Wembley sconfisse il Chesterfield, venendo così promosso in Third Division. E l'anno dopo, vincendo il campionato, fece il doppio salto, tornando in Second Division; tra i protagonisti di questi anni ci sono i 2 attaccanti Dion Dublin e John Taylor (che è il giocatore ad aver segnato più gol nei campionati della Football League con la maglia del Cambridge United). La stagione 1991-1992 si concluse col miglior risultato nella storia del Cambridge United, avendo concluso al quinto posto in Second Division e partecipato ai play-off promozione in prima serie, conclusi con l'esclusione in semifinale ad opera del Leicester City, e mancando l'occasione di diventare uno dei membri fondatori della Premier League. Nella stagione successiva, la prima di First Division come seconda serie, il Cambridge United concluse al ventitreesimo posto e venne retrocesso in terza serie. Negli anni successivi il Cambridge United disputò sia la Second Division sia la Third Division.

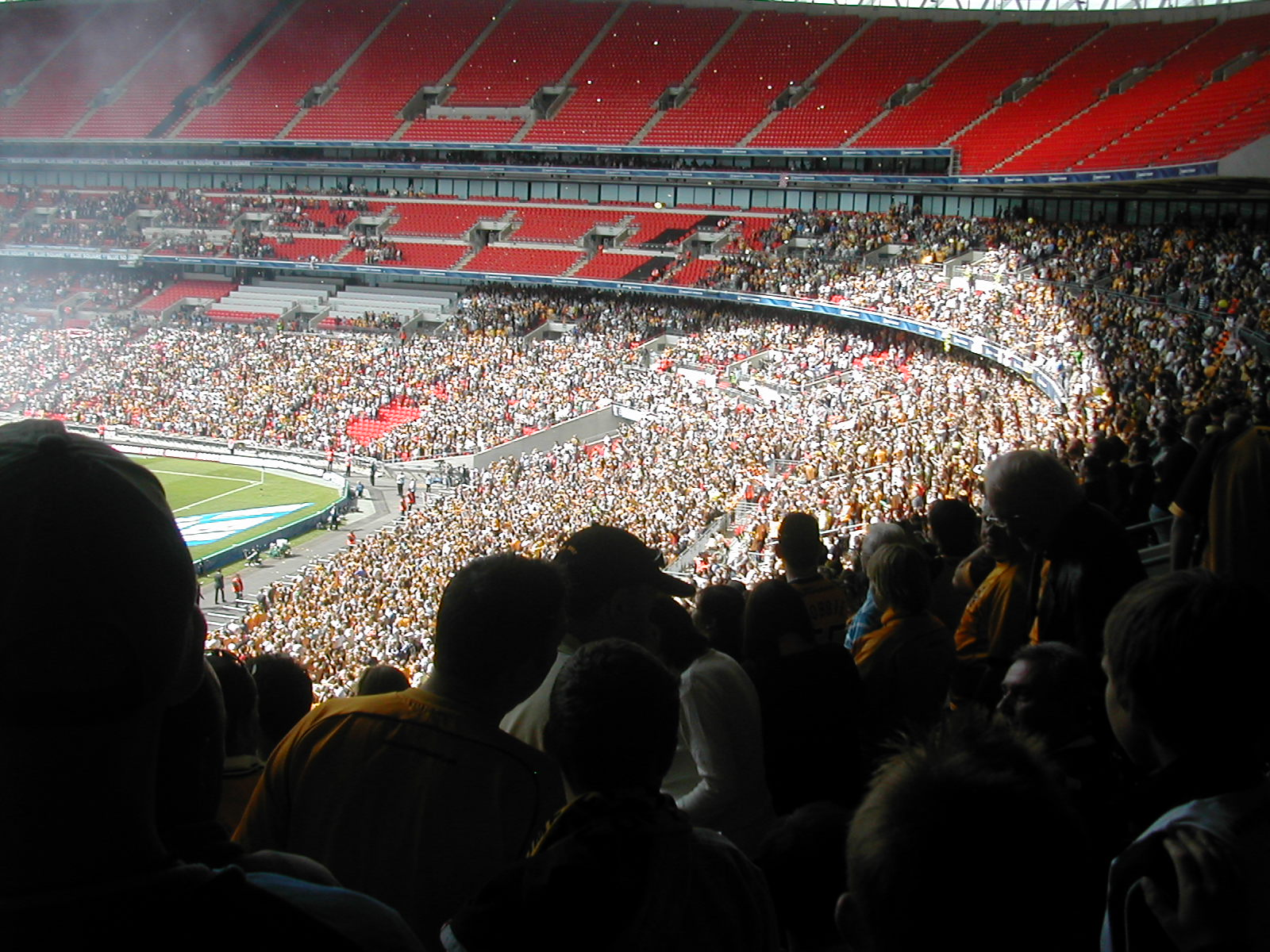
Tifosi del Cambridge United a Wembley nel 2008.

Nella stagione 2004-2005 partecipò alla prima edizione della neocostituita Football League Two, che prese il posto della Third Division come quarta serie nazionale. Al termine di quella stessa stagione il Cambridge United concluse all'ultimo posto e venne retrocesso in Football Conference, massima serie dilettantistica inglese, e lasciando i campionati professionistici inglesi dopo 35 anni. Il 29 aprile 2005, sei giorni dopo la retrocessione, il Cambridge United entrò in amministrazione controllata a causa di difficoltà finanziarie. Il 22 luglio 2005 uscì dall'amministrazione controllata dopo aver trovato un accordo con il HM Revenue and Customs, l'ente governativo nazionale responsabile per la riscossione delle imposte. Il club mise in vendita l'Abbey Stadium per avere introiti utili a tenere a galla le finanze dello stesso Cambridge United. Negli anni di Football Conference il Cambridge United raggiunse per due stagioni consecutive (2007-2008 e 2008-2009) i play-off promozione da secondo classificato, ma venendo sconfitto in entrambe le occasioni in finale: dall'Exeter City nel 2008 e dal Torquay United nel 2009. Dopo quattro stagioni di medio-bassa classifica il Cambridge United raggiunse nuovamente il secondo posto al termine della stagione 2013-2014, venendo così ammesso ai play-off promozione. Dopo aver sconfitto in semifinale l'Halifax Town, affrontò nella finale disputatasi a Wembley il 18 maggio 2014 il Gateshead, vincendo per 2-1 e tornando in Football League Two dopo nove anni di assenza. Nella FA Cup 2014-2015 raggiunse il quarto turno dove costrinse il Manchester United, squadra di Premier League, a disputare la gara di replay dopo lo 0-0 con cui si era chiusa la partita disputatasi all'Abbey Stadium. Il replay all'Old Trafford si chiuse con la vittoria del Manchester United per 3-0. In campionato, il Cambridge ha concluso 19° con 51 punti, 10 punti sopra la zona retrocessione.  La stagione successiva è iniziata male e Richard Money è stato esonerato nel novembre 2015,  per essere sostituito da Shaun Derry che avrebbe portato il Cambridge al 9° posto. 
Nella stagione 2019-20, Mark Bonner è stato nominato temporaneamente responsabile fino alla fine della stagione. Sotto la sua guida, il Cambridge ha vinto quattro delle ultime sette partite prima che l'interruzione causata dalla pandemia di COVID-19 costringesse alla cancellazione della stagione, con il Cambridge piazzato al 16° posto dopo una sentenza sui punti a partita. Dopo aver ricevuto l'incarico in modo permanente, Bonner ha guidato il Cambridge alla promozione come secondo classificato nella stagione 2020-21.
In seguito a un ulteriore investimento da parte dei comproprietari del club, lo United ha riacquistato l'Abbey Stadium da Grosvenor nel settembre 2022, 20 anni dopo averlo venduto. 
Nella stagione 2022-23, lo United ha evitato la retrocessione all'ultimo giorno della stagione dopo aver battuto il Forest Green Rovers per 2-0 in casa all'ultimo giorno della stagione.  Sono stati retrocessi in League Two alla fine della stagione 2024-25 dopo aver concluso al 23° posto. 

## Allenatori
- Bill Leivers (1967-1974)
- Ron Atkinson (1974-1978)
- John Docherty (1978-1983)
- John Ryan (1984-1985)
- Ken Shellito (1985)
- Chris Turner (1986-1990)
- John Beck (1990-1992)
- Gary Johnson (1992)
- Ian Atkins (1992-1993)
- Gary Johnson (1993-1995)
- Tommy Taylor (1995-1996)
- Roy McFarland (1996-2001)
- John Beck (2001)
- John Taylor (2001-2004)
- Dale Brooks (2004)
- Claude Le Roy (2004)
- Hervé Renard (2004)
- Ricky Duncan (2004)
- Steve Thompson (2004-2005)
- Robert Newman (2005-2006)
- Lee Power (2006)
- Jimmy Quinn (2006-2008)
- Gary Brabin (2008-2009)
- Paul Carden (2009)
- Martin Ling (2009-2011)
- Jez George (2011-2012)
- Richard Money (2012-2015)
- Shaun Derry (2015-2018)
- Joe Dunne (2018)
- Colin Calderwood (2018-2020)
- Mark Bonner (2020-2023)
- Neil Harris (2023-2024)
- Barry Corr (2023,2024) (interim)
- Garry Monk (2024-2025)
- Neil Harris 2025-

## Palmarès

### Competizioni nazionali
- Third Division: 1

1990-1991
- Campionato inglese di quarta divisione: 1

1976-1977, 2020-2021
- Southern Football League: 2

1968-1969, 1969-1970
- FA Trophy: 1

2013-2014
- Southern Football League Cup: 1

1968-1969

## Organico

### Rosa 2024-2025
| N. |                         | Ruolo | Calciatore         |
| -- | ----------------------- | ----- | ------------------ |
| 1  | Inghilterra (bandiera)  | P     | Jack Stevens       |
| 2  | Inghilterra (bandiera)  | D     | Liam Bennett       |
| 3  | Inghilterra (bandiera)  | D     | Danny Andrew       |
| 4  | Inghilterra (bandiera)  | C     | Paul Digby         |
| 5  | Inghilterra (bandiera)  | D     | Michael Morrison   |
| 6  | Inghilterra (bandiera)  | D     | Ryan Bennett       |
| 7  | Inghilterra (bandiera)  | C     | James Brophy       |
| 8  | Galles (bandiera)       | C     | George Thomas      |
| 9  | Nigeria (bandiera)      | A     | Fejiri Okenabirhie |
| 10 | Inghilterra (bandiera)  | C     | Jack Lankester     |
| 11 | Inghilterra (bandiera)  | D     | Harrison Dunk      |
| 12 | Inghilterra (bandiera)  | P     | JJ Briggs          |
| 13 | Inghilterra (bandiera)  | P     | James Holden       |
| 14 | Sierra Leone (bandiera) | C     | Sullay Kaikai      |
| 15 | Inghilterra (bandiera)  | D     | Jubril Okedina     |
| 16 | Inghilterra (bandiera)  | D     | Zeno Ibsen Rossi   |
| 17 | Gambia (bandiera)       | A     | Saikou Janneh      |
| 18 | Montserrat (bandiera)   | A     | Lyle Taylor        |

| N. |                         | Ruolo | Calciatore        |
| -- | ----------------------- | ----- | ----------------- |
| 19 | Inghilterra (bandiera)  | C     | Adam May          |
| 20 | Inghilterra (bandiera)  | D     | Brandon Haunstrup |
| 21 | RD del Congo (bandiera) | A     | Elias Kachunga    |
| 22 | Inghilterra (bandiera)  | C     | Lewis Simper      |
| 23 | Marocco (bandiera)      | A     | Gassan Ahadme     |
| 24 | Giamaica (bandiera)     | C     | Jordan Cousins    |
| 25 | Inghilterra (bandiera)  | P     | Will Mannion      |
| 26 | Inghilterra (bandiera)  | D     | James Gibbons     |
| 27 | Zimbabwe (bandiera)     | A     | Macauley Bonne    |
| 29 | Inghilterra (bandiera)  | C     | Kai Yearn         |
| 30 | Irlanda (bandiera)      | C     | Glenn McConnell   |
| 32 | Inghilterra (bandiera)  | D     | Harvey Beckett    |
| 33 | Inghilterra (bandiera)  | A     | Saleem Akanbi     |
| 34 | Inghilterra (bandiera)  | A     | Brandon Njoku     |
| 36 | Inghilterra (bandiera)  | D     | Greg Sandiford    |
|    | Inghilterra (bandiera)  | P     | Louis Chadwick    |
|    | Inghilterra (bandiera)  | A     | Daniel Barton     |
|    | Inghilterra (bandiera)  | C     | Gary Gardner      |

### Rosa 2023-2024
| N. |                         | Ruolo | Calciatore         |
| -- | ----------------------- | ----- | ------------------ |
| 1  | Inghilterra (bandiera)  | P     | Jack Stevens       |
| 2  | Inghilterra (bandiera)  | D     | Liam Bennett       |
| 3  | Inghilterra (bandiera)  | D     | Danny Andrew       |
| 4  | Inghilterra (bandiera)  | C     | Paul Digby         |
| 5  | Inghilterra (bandiera)  | D     | Michael Morrison   |
| 6  | Inghilterra (bandiera)  | D     | Ryan Bennett       |
| 7  | Inghilterra (bandiera)  | C     | James Brophy       |
| 8  | Galles (bandiera)       | C     | George Thomas      |
| 9  | Nigeria (bandiera)      | A     | Fejiri Okenabirhie |
| 10 | Inghilterra (bandiera)  | C     | Jack Lankester     |
| 11 | Inghilterra (bandiera)  | D     | Harrison Dunk      |
| 12 | Inghilterra (bandiera)  | P     | JJ Briggs          |
| 13 | Inghilterra (bandiera)  | P     | James Holden       |
| 14 | Sierra Leone (bandiera) | C     | Sullay Kaikai      |
| 15 | Inghilterra (bandiera)  | D     | Jubril Okedina     |
| 16 | Inghilterra (bandiera)  | D     | Zeno Ibsen Rossi   |
| 17 | Gambia (bandiera)       | A     | Saikou Janneh      |
| 18 | Montserrat (bandiera)   | A     | Lyle Taylor        |

| N. |                         | Ruolo | Calciatore        |
| -- | ----------------------- | ----- | ----------------- |
| 19 | Inghilterra (bandiera)  | C     | Adam May          |
| 20 | Inghilterra (bandiera)  | D     | Brandon Haunstrup |
| 21 | RD del Congo (bandiera) | A     | Elias Kachunga    |
| 22 | Inghilterra (bandiera)  | C     | Lewis Simper      |
| 23 | Marocco (bandiera)      | A     | Gassan Ahadme     |
| 24 | Giamaica (bandiera)     | C     | Jordan Cousins    |
| 25 | Inghilterra (bandiera)  | P     | Will Mannion      |
| 26 | Inghilterra (bandiera)  | D     | James Gibbons     |
| 27 | Zimbabwe (bandiera)     | A     | Macauley Bonne    |
| 29 | Inghilterra (bandiera)  | C     | Kai Yearn         |
| 30 | Irlanda (bandiera)      | C     | Glenn McConnell   |
| 32 | Inghilterra (bandiera)  | D     | Harvey Beckett    |
| 33 | Inghilterra (bandiera)  | A     | Saleem Akanbi     |
| 34 | Inghilterra (bandiera)  | A     | Brandon Njoku     |
| 36 | Inghilterra (bandiera)  | D     | Greg Sandiford    |
|    | Inghilterra (bandiera)  | P     | Louis Chadwick    |
|    | Inghilterra (bandiera)  | A     | Daniel Barton     |
|    | Inghilterra (bandiera)  | C     | Gary Gardner      |

### Rosa 2022-2023
| N. |                        | Ruolo | Calciatore        |
| -- | ---------------------- | ----- | ----------------- |
| 1  | Bulgaria (bandiera)    | P     | Dimitar Mitov     |
| 2  | Inghilterra (bandiera) | D     | George Williams   |
| 3  | Inghilterra (bandiera) | D     | Brandon Haunstrup |
| 4  | Inghilterra (bandiera) | C     | Paul Digby        |
| 5  | Inghilterra (bandiera) | D     | Greg Taylor       |
| 6  | Inghilterra (bandiera) | D     | Lloyd Jones       |
| 7  | Inghilterra (bandiera) | C     | James Brophy      |
| 8  | Inghilterra (bandiera) | C     | Liam O'Neil       |
| 9  | Inghilterra (bandiera) | A     | Joe Ironside      |
| 10 | Inghilterra (bandiera) | A     | Sam Smith         |
| 11 | Inghilterra (bandiera) | C     | Harrison Dunk     |
| 13 | Inghilterra (bandiera) | P     | James Holden      |
| 14 | Inghilterra (bandiera) | C     | Jack Lankester    |
| 15 | Inghilterra (bandiera) | D     | Jubril Okedina    |

| N. |                        | Ruolo | Calciatore         |
| -- | ---------------------- | ----- | ------------------ |
| 16 | Inghilterra (bandiera) | D     | Zeno Ibsen Rossi   |
| 18 | Inghilterra (bandiera) | C     | Shilow Tracey      |
| 19 | Inghilterra (bandiera) | C     | Adam May           |
| 20 | Nigeria (bandiera)     | A     | Fejiri Okenabirhie |
| 21 | Inghilterra (bandiera) | D     | Ryan Bennett       |
| 22 | Inghilterra (bandiera) | C     | Lewis Simper       |
| 25 | Inghilterra (bandiera) | P     | Will Mannion       |
| 26 | Inghilterra (bandiera) | A     | Harvey Knibbs      |
| 27 | Inghilterra (bandiera) | C     | Ben Worman         |
| 28 | Inghilterra (bandiera) | D     | Liam Bennett       |
| 33 | Inghilterra (bandiera) | A     | Saleem Akanbi      |
|    | Scozia (bandiera)      | C     | Conor McGrandles   |
|    | Inghilterra (bandiera) | P     | Louis Chadwick     |
|    | Inghilterra (bandiera) | C     | Myles Cowling      |

### Rosa 2021-2022
| N. |                        | Ruolo | Calciatore        |
| -- | ---------------------- | ----- | ----------------- |
| 1  | Bulgaria (bandiera)    | P     | Dimitar Mitov     |
| 2  | Inghilterra (bandiera) | D     | George Williams   |
| 3  | Australia (bandiera)   | D     | Jack Iredale      |
| 4  | Inghilterra (bandiera) | C     | Paul Digby        |
| 5  | Inghilterra (bandiera) | D     | Greg Taylor       |
| 6  | Inghilterra (bandiera) | D     | Lloyd Jones       |
| 7  | Inghilterra (bandiera) | C     | James Brophy      |
| 8  | Inghilterra (bandiera) | C     | Liam O'Neil       |
| 9  | Inghilterra (bandiera) | A     | Joe Ironside      |
| 10 | Inghilterra (bandiera) | A     | Sam Smith         |
| 11 | Inghilterra (bandiera) | C     | Harrison Dunk     |
| 13 | Guyana (bandiera)      | P     | Kai McKenzie-Lyle |
| 14 | Irlanda (bandiera)     | C     | Wes Hoolahan      |

| N. |                        | Ruolo | Calciatore     |
| -- | ---------------------- | ----- | -------------- |
| 15 | Inghilterra (bandiera) | D     | Jubril Okedina |
| 16 | Inghilterra (bandiera) | C     | Jensen Weir    |
| 18 | Inghilterra (bandiera) | C     | Shilow Tracey  |
| 19 | Inghilterra (bandiera) | C     | Adam May       |
| 23 | Inghilterra (bandiera) | C     | Jack Lankester |
| 24 | Inghilterra (bandiera) | D     | Sam Sherring   |
| 25 | Inghilterra (bandiera) | P     | Will Mannion   |
| 26 | Inghilterra (bandiera) | A     | Harvey Knibbs  |
| 27 | Inghilterra (bandiera) | C     | Ben Worman     |
| 29 | Inghilterra (bandiera) | D     | Tom Dickens    |
| 31 | Inghilterra (bandiera) | D     | Harvey Beckett |
|    | Inghilterra (bandiera) | C     | Lewis Simper   |
|    | Inghilterra (bandiera) | D     | Mamadou Jobe   |

### Rosa 2020-2021
| N. |                        | Ruolo | Calciatore        |
| -- | ---------------------- | ----- | ----------------- |
| 1  | Bulgaria (bandiera)    | P     | Dimitar Mitov     |
| 2  | Inghilterra (bandiera) | D     | Kyle Knoyle       |
| 3  | Australia (bandiera)   | D     | Jack Iredale      |
| 4  | Inghilterra (bandiera) | C     | Paul Digby        |
| 5  | Inghilterra (bandiera) | D     | Greg Taylor       |
| 6  | Inghilterra (bandiera) | D     | Harry Darling     |
| 7  | Inghilterra (bandiera) | C     | Luke Hannant      |
| 8  | Inghilterra (bandiera) | C     | Liam O'Neil       |
| 9  | Scozia (bandiera)      | A     | Andy Dallas       |
| 10 | Inghilterra (bandiera) | A     | Paul Mullin       |
| 11 | Inghilterra (bandiera) | C     | Harrison Dunk     |
| 13 | Guyana (bandiera)      | P     | Kai McKenzie-Lyle |
| 14 | Irlanda (bandiera)     | C     | Wes Hoolahan      |

| N. |                        | Ruolo | Calciatore       |
| -- | ---------------------- | ----- | ---------------- |
| 16 | Inghilterra (bandiera) | D     | Robbie Cundy     |
| 17 | Inghilterra (bandiera) | D     | Leon Davies      |
| 18 | Tunisia (bandiera)     | C     | Idris El Mizouni |
| 19 | Inghilterra (bandiera) | C     | Adam May         |
| 20 | Inghilterra (bandiera) | A     | Joe Ironside     |
| 22 | Inghilterra (bandiera) | C     | Lewis Simper     |
| 25 | Inghilterra (bandiera) | P     | Callum Burton    |
| 26 | Inghilterra (bandiera) | A     | Harvey Knibbs    |
| 27 | Inghilterra (bandiera) | C     | Ben Worman       |
| 28 | Inghilterra (bandiera) | A     | Joe Neal         |
| 44 | Inghilterra (bandiera) | C     | Hiram Boateng    |
|    | Inghilterra (bandiera) | C     | Kai Yearn        |

### Rosa 2019-2020
| N. |                        | Ruolo | Calciatore    |
| -- | ---------------------- | ----- | ------------- |
| 1  | Bulgaria (bandiera)    | P     | Dimitar Mitov |
| 2  | Inghilterra (bandiera) | D     | Brad Halliday |
| 3  | Irlanda (bandiera)     | D     | Jake Carroll  |
| 4  | Inghilterra (bandiera) | D     | George Taft   |
| 5  | Inghilterra (bandiera) | D     | Greg Taylor   |
| 6  | Irlanda (bandiera)     | C     | Gary Deegan   |
| 7  | Inghilterra (bandiera) | C     | David Amoo    |
| 8  | Inghilterra (bandiera) | C     | Liam O'Neil   |
| 9  | Irlanda (bandiera)     | A     | Barry Corr    |
| 10 | Inghilterra (bandiera) | A     | Adebayo Azeez |
| 11 | Inghilterra (bandiera) | C     | Harrison Dunk |
| 13 | Bulgaria (bandiera)    | P     | Dimitar Mitov |
| 14 | Inghilterra (bandiera) | A     | Jabo Ibehre   |
| 16 | Inghilterra (bandiera) | D     | Harry Darling |

| N. |                        | Ruolo | Calciatore               |
| -- | ---------------------- | ----- | ------------------------ |
| 17 | Inghilterra (bandiera) | D     | Leon Davies              |
| 18 | Inghilterra (bandiera) | A     | George Maris             |
| 19 | Bermuda (bandiera)     | C     | Reggie Lambe             |
| 20 | Giamaica (bandiera)    | C     | Jevani Brown             |
| 21 | Inghilterra (bandiera) | A     | Matthew Foy              |
| 22 | Inghilterra (bandiera) | C     | Paul Lewis               |
| 23 | Inghilterra (bandiera) | A     | Tom Knowles              |
| 24 | Inghilterra (bandiera) | D     | Jordan Norville-Williams |
| 25 | Inghilterra (bandiera) | D     | Louis John               |
| 30 | Inghilterra (bandiera) | P     | Finley Iron              |
| 31 | Inghilterra (bandiera) | C     | Sam Squire               |
| 32 | Inghilterra (bandiera) | C     | Lee Watkins              |
| 33 | Inghilterra (bandiera) | C     | Ben Worman               |
|    | Inghilterra (bandiera) | A     | Rushian Hepburn-Murphy   |

### Rosa 2018-2019
| N. |                        | Ruolo | Calciatore    |
| -- | ---------------------- | ----- | ------------- |
| 1  | Irlanda (bandiera)     | P     | David Forde   |
| 2  | Inghilterra (bandiera) | D     | Brad Halliday |
| 3  | Irlanda (bandiera)     | D     | Jake Carroll  |
| 4  | Inghilterra (bandiera) | D     | George Taft   |
| 5  | Inghilterra (bandiera) | D     | Greg Taylor   |
| 6  | Irlanda (bandiera)     | C     | Gary Deegan   |
| 7  | Inghilterra (bandiera) | C     | David Amoo    |
| 8  | Inghilterra (bandiera) | C     | Liam O'Neil   |
| 9  | Irlanda (bandiera)     | A     | Barry Corr    |
| 10 | Inghilterra (bandiera) | A     | Adebayo Azeez |
| 11 | Inghilterra (bandiera) | C     | Harrison Dunk |
| 13 | Bulgaria (bandiera)    | P     | Dimitar Mitov |
| 14 | Inghilterra (bandiera) | A     | Jabo Ibehre   |
| 16 | Inghilterra (bandiera) | D     | Harry Darling |

| N. |                        | Ruolo | Calciatore               |
| -- | ---------------------- | ----- | ------------------------ |
| 17 | Inghilterra (bandiera) | D     | Leon Davies              |
| 18 | Inghilterra (bandiera) | A     | George Maris             |
| 19 | Bermuda (bandiera)     | C     | Reggie Lambe             |
| 20 | Giamaica (bandiera)    | C     | Jevani Brown             |
| 21 | Inghilterra (bandiera) | A     | Matthew Foy              |
| 22 | Inghilterra (bandiera) | C     | Paul Lewis               |
| 23 | Inghilterra (bandiera) | A     | Tom Knowles              |
| 24 | Inghilterra (bandiera) | D     | Jordan Norville-Williams |
| 25 | Inghilterra (bandiera) | D     | Louis John               |
| 30 | Inghilterra (bandiera) | P     | Finley Iron              |
| 31 | Inghilterra (bandiera) | C     | Sam Squire               |
| 32 | Inghilterra (bandiera) | C     | Lee Watkins              |
| 33 | Inghilterra (bandiera) | C     | Ben Worman               |
|    | Inghilterra (bandiera) | A     | Rushian Hepburn-Murphy   |

### Rosa 2017-2018
| N. |                        | Ruolo | Calciatore    |
| -- | ---------------------- | ----- | ------------- |
| 1  | Irlanda (bandiera)     | P     | David Forde   |
| 2  | Inghilterra (bandiera) | D     | Brad Halliday |
| 3  | Irlanda (bandiera)     | D     | Jake Carroll  |
| 4  | Irlanda (bandiera)     | C     | Gary Deegan   |
| 5  | Inghilterra (bandiera) | D     | Greg Taylor   |
| 6  | Inghilterra (bandiera) | D     | Leon Legge    |
| 7  | Inghilterra (bandiera) | C     | Piero Mingoia |
| 8  | Inghilterra (bandiera) | A     | Billy Waters  |
| 9  | Inghilterra (bandiera) | A     | Uche Ikpeazu  |
| 10 | Inghilterra (bandiera) | A     | Adebayo Azeez |
| 11 | Inghilterra (bandiera) | C     | Harrison Dunk |
| 12 | Inghilterra (bandiera) | D     | George Taft   |
| 13 | Bulgaria (bandiera)    | P     | Dimitar Mitov |

| N. |                        | Ruolo | Calciatore    |
| -- | ---------------------- | ----- | ------------- |
| 14 | Inghilterra (bandiera) | A     | Jabo Ibehre   |
| 16 | Inghilterra (bandiera) | C     | Liam O'Neil   |
| 17 | Inghilterra (bandiera) | C     | Adam Phillips |
| 18 | Inghilterra (bandiera) | A     | George Maris  |
| 19 | Inghilterra (bandiera) | C     | David Amoo    |
| 20 | Giamaica (bandiera)    | C     | Jevani Brown  |
| 21 | Inghilterra (bandiera) | C     | Medy Elito    |
| 22 | Inghilterra (bandiera) | C     | Paul Lewis    |
| 23 | Irlanda (bandiera)     | A     | Barry Corr    |
| 24 | Inghilterra (bandiera) | D     | Leon Davies   |
| 25 | Inghilterra (bandiera) | D     | Harry Darling |
| 26 | Inghilterra (bandiera) | A     | Matthew Foy   |

### Rosa 2016-2017
| N. |                        | Ruolo | Calciatore     |
| -- | ---------------------- | ----- | -------------- |
| 1  | Inghilterra (bandiera) | P     | Will Norris    |
| 2  | Inghilterra (bandiera) | D     | Greg Taylor    |
| 4  | Inghilterra (bandiera) | D     | James Dunne    |
| 5  | Inghilterra (bandiera) | D     | Mark Roberts   |
| 6  | Inghilterra (bandiera) | D     | Leon Legge     |
| 7  | Inghilterra (bandiera) | C     | Piero Mingoia  |
| 8  | Inghilterra (bandiera) | C     | Luke Berry     |
| 9  | Irlanda (bandiera)     | A     | Barry Corr     |
| 10 | Inghilterra (bandiera) | A     | Ben Williamson |
| 11 | Inghilterra (bandiera) | C     | Harrison Dunk  |
| 12 | Inghilterra (bandiera) | D     | Scott Wharton  |
| 13 | Inghilterra (bandiera) | P     | David Gregory  |
| 14 | Inghilterra (bandiera) | D     | Josh Coulson   |

| N. |                             | Ruolo | Calciatore     |
| -- | --------------------------- | ----- | -------------- |
| 15 | Irlanda (bandiera)          | A     | Gerry McDonagh |
| 16 | Inghilterra (bandiera)      | C     | Liam O'Neil    |
| 17 | Irlanda del Nord (bandiera) | A     | Adam McGurk    |
| 18 | Inghilterra (bandiera)      | A     | George Maris   |
| 19 | Irlanda (bandiera)          | D     | Jake Carroll   |
| 20 | Inghilterra (bandiera)      | C     | Max Clark      |
| 21 | Inghilterra (bandiera)      | C     | Medy Elito     |
| 22 | Inghilterra (bandiera)      | C     | Paul Lewis     |
| 24 | Inghilterra (bandiera)      | C     | Conor Newton   |
| 25 | Inghilterra (bandiera)      | C     | Dylan Williams |
| 26 | Inghilterra (bandiera)      | A     | Uche Ikpeazu   |
| 27 | Inghilterra (bandiera)      | D     | Leon Davies    |
| 28 | Inghilterra (bandiera)      | D     | Brad Halliday  |

### Rosa 2015-2016
| N. |                        | Ruolo | Calciatore     |
| -- | ---------------------- | ----- | -------------- |
| 1  | Inghilterra (bandiera) | P     | Chris Dunn     |
| 2  | Inghilterra (bandiera) | D     | Elliot Omozusi |
| 3  | Inghilterra (bandiera) | D     | Greg Taylor    |
| 5  | Inghilterra (bandiera) | D     | Mark Roberts   |
| 6  | Inghilterra (bandiera) | D     | Leon Legge     |
| 7  | Inghilterra (bandiera) | A     | Ryan Donaldson |
| 8  | Inghilterra (bandiera) | C     | Luke Berry     |
| 10 | Irlanda (bandiera)     | A     | Barry Corr     |
| 11 | Inghilterra (bandiera) | C     | Harrison Dunk  |
| 12 | Inghilterra (bandiera) | D     | Max Clark      |
| 13 | Inghilterra (bandiera) | P     | Sam Beasant    |
| 14 | Inghilterra (bandiera) | D     | Josh Coulson   |
| 15 | Inghilterra (bandiera) | A     | Robbie Simpson |

| N. |                              | Ruolo | Calciatore      |
| -- | ---------------------------- | ----- | --------------- |
| 16 | Inghilterra (bandiera)       | C     | James Dunne     |
| 17 | Stati Uniti (bandiera)       | D     | Shane O'Neill   |
| 19 | Trinidad e Tobago (bandiera) | A     | Danny Carr      |
| 20 | Inghilterra (bandiera)       | C     | Zeli Ismail     |
| 21 | Inghilterra (bandiera)       | A     | James Spencer   |
| 22 | Inghilterra (bandiera)       | A     | Ben Williamson  |
| 23 | Inghilterra (bandiera)       | C     | Ryan Ledson     |
| 24 | Inghilterra (bandiera)       | C     | Conor Newton    |
| 25 | Inghilterra (bandiera)       | D     | Darnell Furlong |
| 27 | Inghilterra (bandiera)       | C     | Matt Lowe       |
| 28 | Inghilterra (bandiera)       | C     | Ryan Horne      |
| 34 | Inghilterra (bandiera)       | D     | Ryan Haynes     |
| 35 | Inghilterra (bandiera)       | P     | Will Norris     |

### Rosa 2014-2015
| N. |                        | Ruolo | Calciatore     |
| -- | ---------------------- | ----- | -------------- |
| 1  | Inghilterra (bandiera) | P     | Chris Dunn     |
| 2  | Scozia (bandiera)      | D     | Richard Tait   |
| 3  | Inghilterra (bandiera) | D     | Greg Taylor    |
| 4  | Inghilterra (bandiera) | D     | Josh Coulson   |
| 6  | Inghilterra (bandiera) | D     | Ian Miller     |
| 7  | Inghilterra (bandiera) | C     | Ryan Donaldson |
| 8  | Inghilterra (bandiera) | C     | Tom Champion   |
| 9  | Inghilterra (bandiera) | A     | Michael Gash   |
| 10 | Inghilterra (bandiera) | A     | Tom Elliott    |
| 11 | Inghilterra (bandiera) | C     | Harrison Dunk  |
| 12 | Italia (bandiera)      | D     | Matteo Lanzoni |
| 13 | Inghilterra (bandiera) | P     | Will Norris    |
| 15 | Inghilterra (bandiera) | A     | Robbie Simpson |
| 17 | Inghilterra (bandiera) | A     | Liam Hughes    |

| N. |                        | Ruolo | Calciatore       |
| -- | ---------------------- | ----- | ---------------- |
| 18 | Inghilterra (bandiera) | D     | Michael Nelson   |
| 20 | Francia (bandiera)     | D     | Issaga Diallo    |
| 21 | Inghilterra (bandiera) | A     | Kwesi Appiah     |
| 22 | Inghilterra (bandiera) | C     | Luke Chadwick    |
| 23 | Inghilterra (bandiera) | A     | Jayden Stockley  |
| 24 | Inghilterra (bandiera) | C     | Sam Whittall     |
| 25 | Inghilterra (bandiera) | D     | Harry Lennon     |
| 26 | Inghilterra (bandiera) | C     | Liam Hurst       |
| 27 | Inghilterra (bandiera) | C     | Bobby Joe Taylor |
| 28 | Inghilterra (bandiera) | C     | James Akintunde  |
| 29 | Inghilterra (bandiera) | D     | Ryan Horn        |
| 30 | Inghilterra (bandiera) | C     | Matt Lowe        |
| 32 | Inghilterra (bandiera) | A     | Ryan Bird        |
| 33 | Inghilterra (bandiera) | D     | Tom Naylor       |